# Nazionale maschile di calcio dell'Italia e società calcistiche
Sono indicate in questa pagina le statistiche e i record della nazionale di calcio dell'Italia in funzione delle società calcistiche di provenienza dei calciatori.
La Juventus è in assoluto la società che ha contribuito di più alla causa della nazionale di calcio dell'Italia, con un legame che è ritenuto uno dei maggiori e più importanti al mondo, iniziato con le convocazioni massicce durante gli anni 1930, tra gli anni 1970 e 1980, durante la seconda metà degli anni 1990 e, in modo pressoché uniforme, durante gli anni 2010, svolgendo un ruolo decisivo nei suoi successi in concomitanza con periodi di grandi vittorie per il club torinese. I bianconeri sono in testa a quasi tutte le statistiche delle nazionale riguardanti le società: maggior numero di calciatori, maggior numero di presenze totali, primatista di presenze con lo stesso club di appartenenza (Gianluigi Buffon), maggior numero di convocati per le fasi finali dei principali tornei in totale e in una singola edizione, maggior numero di calciatori vincitori di competizioni con la maglia azzurra.
Tra i record più importanti, quello non detenuto dai bianconeri è rappresentato dal maggior numero di calciatori appartenenti alla stessa società schierati durante un incontro della nazionale: l'11 maggio 1947 al Comunale di Torino Vittorio Pozzo schierò nell'undici titolare azzurro 10 giocatori allora facenti parte del Grande Torino; si trattò della partita contro l'Ungheria (anch'essa con ben 9 giocatori dell'Újpest, tra i due "estranei" si segnala il giovane Ferenc Puskás) vinta per 3-2.

## Presenze totali per società calcistica di provenienza
Nella seguente lista sono raccolte tutte le società calcistiche che hanno contribuito, con almeno un calciatore sceso in campo con la maglia azzurra, alla storia della Nazionale A e, per ognuna di esse, è riportato il primatista di incontri. In grassetto sono riportati i calciatori ancora in attività con quel club.
Dati aggiornati al 9 giugno 2025, dopo l'incontro Italia-Moldavia.
| Società               | Federazione           | Numero calciatori | Presenze totali | Primatista del club                               | Presenze primatista |
| --------------------- | --------------------- | ----------------- | --------------- | ------------------------------------------------- | ------------------- |
| Alessandria           | Italia                | 10                | 45              | Adolfo Baloncieri                                 | 20                  |
| Anderlecht            | Belgio                | 1                 | 3               | Stefano Okaka                                     | 3                   |
| Andrea Doria          | Italia                | 6                 | 12              | Luigi Burlando                                    | 4                   |
| Arsenal               | Inghilterra           | 2                 | 15              | Jorginho                                          | 11                  |
| Aston Villa           | Inghilterra           | 1                 | 6               | Nicolò Zaniolo                                    | 6                   |
| Atalanta              | Italia                | 33                | 116             | Matteo Pessina                                    | 15                  |
| Atlético Madrid       | Spagna                | 3                 | 11              | Christian Vieri                                   | 9                   |
| Ausonia               | Italia                | 2                 | 4               | Giuseppe Rizzi Attilio Trerè                      | 2                   |
| Avellino              | Italia                | 1                 | 5               | Fernando De Napoli                                | 5                   |
| Barcellona            | Spagna                | 2                 | 26              | Gianluca Zambrotta                                | 17                  |
| Bari                  | Italia                | 5                 | 12              | Raffaele Costantino                               | 6                   |
| Bayern Monaco         | Germania              | 1                 | 20              | Luca Toni                                         | 20                  |
| Bologna               | Italia                | 55                | 394             | Giacomo Bulgarelli                                | 29                  |
| Borussia Dortmund     | Germania              | 1                 | 8               | Ciro Immobile                                     | 8                   |
| Brescia               | Italia                | 9                 | 19              | Giuseppe Trivellini                               | 7                   |
| Cagliari              | Italia                | 21                | 145             | Gigi Riva                                         | 42                  |
| Casale                | Italia                | 6                 | 55              | Umberto Caligaris                                 | 37                  |
| Catania               | Italia                | 1                 | 1               | Giuseppe Mascara                                  | 1                   |
| Cesena                | Italia                | 3                 | 5               | Ruggiero Rizzitelli                               | 3                   |
| Chelsea               | Inghilterra           | 5                 | 95              | Jorginho                                          | 38                  |
| Chievo                | Italia                | 6                 | 31              | Simone Perrotta                                   | 19                  |
| Como                  | Italia                | 1                 | 2               | Pietro Vierchowod                                 | 2                   |
| Cremonese             | Italia                | 1                 | 2               | Mariano Tansini                                   | 2                   |
| Crotone               | Italia                | 1                 | 1               | Rolando Mandragora                                | 1                   |
| Crystal Palace        | Inghilterra           | 1                 | 1               | Attilio Lombardo                                  | 1                   |
| Empoli                | Italia                | 3                 | 6               | Antonio Di Natale                                 | 4                   |
| Everton               | Inghilterra           | 1                 | 2               | Moise Kean                                        | 2                   |
| Fiorentina            | Italia                | 76                | 640             | Giancarlo Antognoni                               | 73                  |
| Foggia                | Italia                | 5                 | 11              | Giovanni Stroppa                                  | 4                   |
| Fortitudo             | Italia                | 1                 | 2               | Attilio Ferraris                                  | 2                   |
| Friburgo              | Germania              | 1                 | 8               | Vincenzo Grifo                                    | 8                   |
| Frosinone             | Italia                | 2                 | 2               | Federico Gatti, Alessio Zerbin                    | 2                   |
| Galatasaray           | Turchia               | 2                 | 3               | Nicolò Zaniolo                                    | 2                   |
| Genoa                 | Italia                | 46                | 231             | Renzo De Vecchi                                   | 31                  |
| Hoffenheim            | Germania              | 1                 | 1               | Vincenzo Grifo                                    | 1                   |
| Inter                 | Italia                | 113               | 1600            | Giacinto Facchetti                                | 94                  |
| Juventus              | Italia                | 149               | 2549            | Gianluigi Buffon                                  | 156                 |
| Lazio                 | Italia                | 52                | 512             | Alessandro Nesta                                  | 47                  |
| Lecce                 | Italia                | 1                 | 2               | Marco Cassetti                                    | 2                   |
| Leeds Utd             | Inghilterra           | 1                 | 9               | Wilfried Gnonto                                   | 9                   |
| Legnano               | Italia                | 2                 | 3               | Emilio Caprile                                    | 2                   |
| Liguria               | Italia                | 1                 | 1               | Giovanni Battistoni                               | 1                   |
| Liverpool             | Inghilterra           | 2                 | 10              | Andrea Dossena                                    | 9                   |
| Livorno               | Italia                | 5                 | 39              | Mario Magnozzi                                    | 26                  |
| Lucchese              | Italia                | 6                 | 30              | Aldo Olivieri                                     | 12                  |
| Manchester City       | Inghilterra           | 1                 | 15              | Mario Balotelli                                   | 15                  |
| Manchester Utd        | Inghilterra           | 1                 | 23              | Matteo Darmian                                    | 23                  |
| Mantova               | Italia                | 3                 | 9               | Angelo Sormani                                    | 6                   |
| Messina               | Italia                | 2                 | 3               | Carmine Coppola                                   | 2                   |
| Middlesbrough         | Inghilterra           | 2                 | 7               | Fabrizio Ravanelli                                | 6                   |
| Milan                 | Italia                | 106               | 1435            | Paolo Maldini                                     | 126                 |
| Modena                | Italia                | 7                 | 21              | Giuseppe Forlivesi                                | 10                  |
| Monaco                | Francia               | 3                 | 8               | Stephan El Shaarawy                               | 4                   |
| Monza                 | Italia                | 2                 | 4               | Matteo Pessina Daniel Maldini                     | 2                   |
| Napoli                | Italia                | 38                | 414             | Lorenzo Insigne                                   | 54                  |
| Newcastle Utd         | Inghilterra           | 2                 | 12              | Sandro Tonali                                     | 11                  |
| New York City         | Stati Uniti d'America | 1                 | 1               | Andrea Pirlo                                      | 1                   |
| N.Y. Red Bulls        | Stati Uniti d'America | 1                 | 4               | Roberto Donadoni                                  | 4                   |
| Nizza                 | Francia               | 1                 | 3               | Mario Balotelli                                   | 3                   |
| Novara                | Italia                | 5                 | 25              | Enrico Migliavacca                                | 11                  |
| Novese                | Italia                | 3                 | 11              | Aristodemo Santamaria                             | 6                   |
| Olympique Lione       | Francia               | 2                 | 28              | Fabio Grosso                                      | 20                  |
| Olympique Marsiglia   | Francia               | 1                 | 5               | Fabrizio Ravanelli                                | 5                   |
| Padova                | Italia                | 6                 | 15              | Sergio Brighenti                                  | 5                   |
| Palermo               | Italia                | 17                | 128             | Andrea Barzagli                                   | 23                  |
| Paris Saint-Germain   | Francia               | 6                 | 148             | Marco Verratti                                    | 55                  |
| Parma                 | Italia                | 30                | 299             | Fabio Cannavaro                                   | 61                  |
| Perugia               | Italia                | 7                 | 20              | Paolo Rossi                                       | 5                   |
| Piemonte              | Italia                | 4                 | 6               | Felice Berardo                                    | 3                   |
| Pisa                  | Italia                | 3                 | 8               | Carlo Biagi                                       | 4                   |
| Pro Patria            | Italia                | 3                 | 6               | Emidio Cavigioli Francesco La Rosa Angelo Turconi | 2                   |
| Pro Vercelli          | Italia                | 19                | 105             | Guido Ara                                         | 13                  |
| Real Madrid           | Spagna                | 3                 | 41              | Fabio Cannavaro                                   | 26                  |
| Reggiana              | Italia                | 1                 | 5               | Felice Romano                                     | 5                   |
| Reggina               | Italia                | 1                 | 2               | Giandomenico Mesto                                | 2                   |
| Roma                  | Italia                | 82                | 925             | Daniele De Rossi                                  | 117                 |
| Salernitana           | Italia                | 1                 | 1               | Pasquale Mazzocchi                                | 1                   |
| Sampdoria             | Italia                | 49                | 345             | Gianluca Vialli                                   | 56                  |
| Sampierdarenese       | Italia                | 2                 | 5               | Bruno Venturini                                   | 4                   |
| Saronno               | Italia                | 1                 | 1               | Attilio Marcora                                   | 1                   |
| Sassuolo              | Italia                | 14                | 86              | Domenico Berardi                                  | 28                  |
| Savona                | Italia                | 1                 | 1               | Rinaldo Roggero                                   | 1                   |
| Šachtar               | Ucraina               | 1                 | 2               | Cristiano Lucarelli                               | 2                   |
| Shandong Taishan      | Cina                  | 1                 | 3               | Graziano Pellè                                    | 3                   |
| Shanghai Shenhua      | Cina                  | 1                 | 5               | Stephan El Shaarawy                               | 5                   |
| Sestrese              | Italia                | 1                 | 1               | Giovanni Costa                                    | 1                   |
| Siena                 | Italia                | 1                 | 1               | Daniele Galloppa                                  | 1                   |
| Southampton           | Inghilterra           | 3                 | 26              | Graziano Pellè                                    | 17                  |
| SPAL                  | Italia                | 4                 | 7               | Alberto Fontanesi                                 | 3                   |
| Spes Genova           | Italia                | 1                 | 2               | Gracco De Nardo                                   | 2                   |
| Spezia                | Italia                | 1                 | 1               | Luigi Scarabello                                  | 1                   |
| Stoccarda             | Germania              | 1                 | 2               | Cristian Molinaro                                 | 2                   |
| Sunderland            | Inghilterra           | 1                 | 7               | Emanuele Giaccherini                              | 7                   |
| Tigre                 | Argentina             | 1                 | 3               | Mateo Retegui                                     | 3                   |
| Toronto FC            | Canada                | 1                 | 2               | Sebastian Giovinco                                | 2                   |
| Torino                | Italia                | 79                | 579             | Francesco Graziani                                | 47                  |
| Tottenham             | Inghilterra           | 2                 | 16              | Destiny Udogie                                    | 12                  |
| Triestina             | Italia                | 8                 | 44              | Gino Colaussi                                     | 26                  |
| Udinese               | Italia                | 26                | 157             | Antonio Di Natale                                 | 38                  |
| US Milanese           | Italia                | 3                 | 15              | Mario De Simoni                                   | 7                   |
| US Torinese           | Italia                | 2                 | 2               | Felice Berardo Angelo Mattea                      | 1                   |
| Vado                  | Italia                | 1                 | 3               | Virgilio Felice Levratto                          | 3                   |
| Valencia              | Spagna                | 5                 | 10              | Stefano Fiore Cristiano Piccini                   | 3                   |
| Valenzana             | Italia                | 1                 | 3               | Clemente Morando                                  | 3                   |
| Varese                | Italia                | 2                 | 6               | Armando Picchi                                    | 4                   |
| Venezia               | Italia                | 3                 | 5               | Ezio Loik Valentino Mazzola                       | 2                   |
| Verona                | Italia                | 10                | 61              | Antonio Di Gennaro                                | 15                  |
| Viareggio             | Italia                | 1                 | 2               | Giulio Cappelli                                   | 2                   |
| Vicenza               | Italia                | 4                 | 18              | Paolo Rossi                                       | 14                  |
| Villarreal            | Spagna                | 2                 | 29              | Giuseppe Rossi                                    | 27                  |
| Virtus Bologna        | Italia                | 1                 | 1               | Giuseppe Giustacchini                             | 1                   |
| West Ham Utd          | Inghilterra           | 4                 | 11              | Gianluca Scamacca                                 | 4                   |
| Wolfsburg             | Germania              | 1                 | 2               | Andrea Barzagli                                   | 2                   |
| Zenit San Pietroburgo | Russia                | 1                 | 9               | Domenico Criscito                                 | 9                   |
| Zurigo                | Svizzera              | 1                 | 4               | Wilfried Gnonto                                   | 4                   |

## Presenze in un singolo incontro per società calcistica di provenienza
Nella seguente tabella sono riportati i record di presenza in campo di calciatori appartenenti alla medesima società calcistica, da titolari, in un singolo incontro della nazionale di calcio dell'Italia.
| Pos. | Numero calciatori | Società      | Incontro               | Data            | Note  |
| ---- | ----------------- | ------------ | ---------------------- | --------------- | ----- |
| 1°   | 10 su 11          | Torino       | Italia-Ungheria 3-2    | 11 maggio 1947  | [ 5 ] |
| 2°   | 9 su 11           | Pro Vercelli | Italia-Belgio 1-0      | 1 maggio 1913   | [ 6 ] |
| 2°   | 9 su 11           | Juventus     | Ungheria-Italia 0-1    | 22 ottobre 1933 | [ 7 ] |
| 2°   | 9 su 11           | Torino       | Italia-Svizzera 5-2    | 27 aprile 1947  | [ 7 ] |
| 2°   | 9 su 11           | Fiorentina   | Jugoslavia-Italia 6-1  | 12 maggio 1957  | [ 7 ] |
| 2°   | 9 su 11           | Juventus     | Paesi Bassi-Italia 2-1 | 21 giugno 1978  | [ 7 ] |

## Convocazioni nelle fasi finali per società di provenienza
Di seguito è proposta una tabella riepilogativa delle convocazioni, per società di provenienza, dei calciatori della nazionale italiana esclusivamente nelle fasi finali dei tornei FIFA ed UEFA: Coppa del Mondo FIFA, Torneo olimpico (edizioni riservate alle selezioni maggiori), FIFA Confederations Cup, Campionato europeo UEFA, UEFA Nations League e Coppa dei Campioni CONMEBOL-UEFA.
Dati aggiornati al 2024, dopo l'ultima fase finale disputata: il campionato d'Europa 2024.
| Società             | Federazione | CM | CC | GO | CE | NL | CdC | Totale |
| ------------------- | ----------- | -- | -- | -- | -- | -- | --- | ------ |
| Alessandria         | Italia      | 0  | 0  | 5  | 0  | 0  | 0   | 5      |
| Andrea Doria        | Italia      | 0  | 0  | 3  | 0  | 0  | 0   | 3      |
| Arsenal             | Inghilterra | 0  | 0  | 0  | 1  | 1  | 0   | 2      |
| Atalanta            | Italia      | 5  | 0  | 2  | 3  | 3  | 1   | 14     |
| Atlético Madrid     | Spagna      | 1  | 0  | 0  | 0  | 0  | 0   | 1      |
| Avellino            | Italia      | 1  | 0  | 0  | 0  | 0  | 0   | 1      |
| Barcellona          | Spagna      | 1  | 0  | 0  | 1  | 0  | 0   | 2      |
| Bari                | Italia      | 1  | 0  | 1  | 0  | 0  | 0   | 2      |
| Bayern Monaco       | Germania    | 0  | 1  | 0  | 1  | 0  | 0   | 2      |
| Bologna             | Italia      | 19 | 2  | 10 | 5  | 0  | 0   | 36     |
| Brescia             | Italia      | 0  | 0  | 1  | 0  | 0  | 0   | 1      |
| Cagliari            | Italia      | 11 | 1  | 0  | 1  | 0  | 1   | 14     |
| Casale              | Italia      | 0  | 0  | 3  | 0  | 0  | 0   | 3      |
| Cesena              | Italia      | 0  | 0  | 0  | 1  | 0  | 0   | 1      |
| Chelsea             | Inghilterra | 1  | 0  | 0  | 2  | 1  | 1   | 5      |
| Chievo              | Italia      | 0  | 0  | 0  | 1  | 0  | 0   | 1      |
| Empoli              | Italia      | 0  | 0  | 0  | 0  | 1  | 0   | 1      |
| Fiorentina          | Italia      | 28 | 4  | 2  | 11 | 0  | 0   | 45     |
| Galatasaray         | Turchia     | 0  | 1  | 0  | 0  | 1  | 0   | 2      |
| Genoa               | Italia      | 5  | 0  | 13 | 2  | 1  | 0   | 21     |
| Inter               | Italia      | 64 | 1  | 10 | 27 | 6  | 2   | 110    |
| Juventus            | Italia      | 82 | 13 | 10 | 54 | 7  | 4   | 170    |
| Lazio               | Italia      | 17 | 2  | 3  | 17 | 3  | 2   | 44     |
| Leeds Utd           | Inghilterra | 0  | 0  | 0  | 0  | 1  | 0   | 1      |
| Legnano             | Italia      | 0  | 0  | 1  | 0  | 0  | 0   | 1      |
| Liverpool           | Inghilterra | 0  | 1  | 0  | 0  | 0  | 0   | 1      |
| Livorno             | Italia      | 1  | 0  | 3  | 1  | 0  | 0   | 5      |
| Lucchese            | Italia      | 1  | 0  | 1  | 0  | 0  | 0   | 2      |
| Manchester City     | Inghilterra | 0  | 0  | 0  | 1  | 0  | 0   | 1      |
| Manchester Utd      | Inghilterra | 0  | 0  | 0  | 1  | 0  | 0   | 1      |
| Mantova             | Italia      | 1  | 0  | 0  | 0  | 0  | 0   | 1      |
| Milan               | Italia      | 53 | 8  | 4  | 32 | 0  | 1   | 98     |
| Modena              | Italia      | 0  | 0  | 5  | 0  | 0  | 0   | 5      |
| Napoli              | Italia      | 13 | 1  | 0  | 16 | 6  | 3   | 39     |
| Novara              | Italia      | 0  | 0  | 3  | 0  | 0  | 0   | 3      |
| Olympique Lione     | Francia     | 0  | 1  | 0  | 1  | 1  | 1   | 4      |
| Palermo             | Italia      | 5  | 1  | 0  | 2  | 0  | 0   | 7      |
| Paris Saint-Germain | Francia     | 3  | 1  | 0  | 7  | 4  | 1   | 16     |
| Padova              | Italia      | 0  | 0  | 2  | 0  | 0  | 0   | 2      |
| Parma               | Italia      | 13 | 0  | 0  | 8  | 0  | 0   | 21     |
| Piacenza            | Italia      | 0  | 0  | 2  | 0  | 0  | 0   | 2      |
| Pisa                | Italia      | 1  | 0  | 3  | 0  | 0  | 0   | 4'     |
| Pro Patria          | Italia      | 0  | 0  | 2  | 0  | 0  | 0   | 2      |
| Pro Vercelli        | Italia      | 0  | 0  | 5  | 0  | 0  | 0   | 5      |
| Real Madrid         | Spagna      | 0  | 1  | 0  | 0  | 0  | 0   | 1      |
| Roma                | Italia      | 30 | 2  | 1  | 23 | 5  | 3   | 64     |
| Sampierdarenese     | Italia      | 0  | 0  | 1  | 0  | 0  | 0   | 1      |
| Sampdoria           | Italia      | 11 | 1  | 0  | 5  | 0  | 0   | 17     |
| Sassuolo            | Italia      | 0  | 0  | 0  | 3  | 3  | 2   | 8      |
| Savona              | Italia      | 0  | 0  | 1  | 0  | 0  | 0   | 1      |
| Sestrese            | Italia      | 0  | 0  | 1  | 0  | 0  | 0   | 1      |
| Siviglia            | Spagna      | 0  | 0  | 0  | 1  | 0  | 0   | 1      |
| Southampton         | Inghilterra | 0  | 0  | 0  | 1  | 0  | 0   | 1      |
| SPAL                | Italia      | 0  | 0  | 1  | 0  | 0  | 0   | 1      |
| Spes Genova         | Italia      | 0  | 0  | 1  | 0  | 0  | 0   | 1      |
| Spezia              | Italia      | 0  | 0  | 1  | 0  | 0  | 0   | 1      |
| Tigre               | Argentina   | 0  | 0  | 0  | 0  | 1  | 0   | 1      |
| Torino              | Italia      | 20 | 1  | 9  | 11 | 1  | 1   | 43     |
| Tottenham           | Inghilterra | 0  | 0  | 0  | 1  | 0  | 0   | 1      |
| Triestina           | Italia      | 4  | 0  | 1  | 0  | 0  | 0   | 5      |
| Udinese             | Italia      | 4  | 2  | 0  | 5  | 0  | 0   | 11     |
| Vado                | Italia      | 0  | 0  | 1  | 0  | 0  | 0   | 1      |
| Varese              | Italia      | 0  | 0  | 0  | 1  | 0  | 0   | 1      |
| Verona              | Italia      | 3  | 0  | 1  | 1  | 0  | 0   | 5      |
| Viareggio           | Italia      | 0  | 0  | 1  | 0  | 0  | 0   | 1      |
| L.R. Vicenza        | Italia      | 1  | 0  | 0  | 0  | 0  | 0   | 1      |
| Villarreal          | Spagna      | 0  | 1  | 0  | 0  | 0  | 0   | 1      |
| West Ham Utd        | Inghilterra | 0  | 0  | 0  | 1  | 0  | 0   | 1      |

## Convocazioni in una singola fase finale per società calcistica di provenienza
Nella seguente tabella sono riportati i record di convocazioni di calciatori appartenenti alla medesima società calcistica, in una singola fase finale di un torneo FIFA o UEFA.
| Pos. | Numero calciatori | Società  | Competizione                       | Note  |
| ---- | ----------------- | -------- | ---------------------------------- | ----- |
| 1°   | 9 su 22           | Juventus | Campionato mondiale di calcio 1934 | [ 8 ] |
| 1°   | 9 su 22           | Juventus | Campionato mondiale di calcio 1978 | [ 8 ] |
| 3°   | 7 su 22           | Milan    | Campionato mondiale di calcio 1962 |       |
| 3°   | 7 su 22           | Juventus | Campionato europeo di calcio 1980  |       |
| 3°   | 7 su 22           | Milan    | Campionato mondiale di calcio 1994 |       |
| 3°   | 7 su 22           | Juventus | Campionato europeo di calcio 2000  |       |
| 3°   | 7 su 22           | Juventus | Campionato europeo di calcio 2012  |       |

## Titoli vinti per società calcistiche di provenienza
Nella tabella che segue è riportato il numero di calciatori che hanno vinto un titolo ufficiale con la nazionale di calcio dell'Italia, per società calcistica di provenienza al momento della conquista del torneo. Tra l'altro, i 22 campioni del mondo tesserati per la Juventus rendono il club bianconero la società con più calciatori della stessa nazionalità vincitori della Coppa del Mondo FIFA.
| Società             | Federazione | CM | CE | GO | Totale |
| ------------------- | ----------- | -- | -- | -- | ------ |
| Juventus            | Italia      | 22 | 7  | 2  | 31     |
| Inter               | Italia      | 15 | 6  | 2  | 23     |
| Roma                | Italia      | 11 | 2  | 0  | 13     |
| Milan               | Italia      | 8  | 6  | 0  | 14     |
| Fiorentina          | Italia      | 7  | 3  | 2  | 12     |
| Bologna             | Italia      | 5  | 2  | 0  | 7      |
| Lazio               | Italia      | 4  | 2  | 2  | 8      |
| Palermo             | Italia      | 4  | 0  | 0  | 4      |
| Triestina           | Italia      | 3  | 0  | 0  | 3      |
| Genoa               | Italia      | 2  | 0  | 0  | 2      |
| Udinese             | Italia      | 2  | 0  | 0  | 2      |
| Napoli              | Italia      | 1  | 5  | 0  | 6      |
| Torino              | Italia      | 1  | 4  | 0  | 5      |
| Cagliari            | Italia      | 1  | 1  | 0  | 2      |
| Livorno             | Italia      | 1  | 0  | 0  | 1      |
| Lucchese            | Italia      | 1  | 0  | 1  | 2      |
| Pisa                | Italia      | 1  | 0  | 2  | 3      |
| Sassuolo            | Italia      | 0  | 3  | 0  | 3      |
| Paris Saint-Germain | Francia     | 0  | 2  | 0  | 2      |
| Chelsea             | Inghilterra | 0  | 2  | 0  | 2      |
| Atalanta            | Italia      | 0  | 2  | 0  | 2      |
| Varese              | Italia      | 0  | 1  | 0  | 1      |
| Viareggio           | Italia      | 0  | 0  | 1  | 1      |
| Spezia              | Italia      | 0  | 0  | 1  | 1      |
| Sampierdarenese     | Italia      | 0  | 0  | 1  | 1      |